# Clara Droetto
Clara Droetto (Torino, 27 dicembre 1946) è un'attrice e doppiatrice italiana.

## Biografia
Nata a Torino, ha doppiato Karen Hansel e Shani Wallis in Febbre d'amore, Suzanne Rogers in Il tempo della nostra vita nonché varie attrici di telenovelas sudamericane. In tv è apparsa in numerosi sceneggiati. Ha svolto anche attività radiofonica, animando con molti altri L'aria che tira.
Dal 2001 fino al 2015, anno di chiusura della soap, è stata nel cast ricorrente di CentoVetrine, nel ruolo della governante Agnese Sala.

## Attrice

### Cinema
- Tralci d'una terra forte, regia di Giuseppe Rolando (1969)
- Ladri di saponette, regia di Maurizio Nichetti (1989)
- Così ridevano, regia di Gianni Amelio (1998)
- Quello che le ragazze non dicono, regia di Carlo Vanzina (2000)
- Una lunga lunga lunga notte d'amore, regia di Luciano Emmer (2001)
- L'acqua... il fuoco, regia di Luciano Emmer (2003)[1]
- Il magico Natale di Rupert, regia di Flavio Moretti (2003)
- L'uomo privato, regia di Emidio Greco (2007)
- Brokers - Eroi per gioco, regia di Emiliano Cribari (2008)
- Nessuno come noi , regia di Volfango De Biasi (2018)

### Televisione
- I giovedì della signora Giulia (1970), 5 episodi
- I Buddenbrook (1971, sceneggiato televisivo)
- Passioni (1989)
- Non chiamatemi papà (1997)
- Mozart è un assassino (1999)
- La memoria e il perdono (2001)
- CentoVetrine, registi vari - Soap opera - Canale 5 (2001-2015)
- Io e Margherita, Sit-com - Studio 1 (2011)

## Radio
- L'aria che tira (1981-1984)

## Doppiatrice
- Karen Hansel e Shani Wallis in Febbre d'amore
- Suzanne Rogers in Il tempo della nostra vita
- Gabriela Gili in Ti chiedo perdono
- Célia Coutinho in Cara a cara
- Amanda Beitia in I due volti dell'amore
- Irma Palmieri in Señora
- Tania Bondezan in Terra nostra